# Barry Cunliffe
Barrington Windsor Cunliffe (Anglaterra, 10 de desembre de 1939) és un arqueòleg i professor d'arqueologia d'Europa a la Universitat d'Oxford (1972-2007).

## Biografia
Va estudiar a Portsmouth i a Cambridge. Fou successivament professor ajudant a la Universitat de Bristol (1963-1966) i professor d'arqueologia a Southampton (1966-1972). Va participar en l'excavació del palau romà de Fishbourne a Sussex. Després començà una llarga sèrie d'excavacions a Danbury, en un turó de l'edat del ferro (Hamshire) (1969-1988). El seu interès per l'edat del ferro a Gran Bretanya i Europa va generar diverses publicacions i es va convertir en una autoritat reconeguda sobre el món dels celtes. És professor d'arqueologia d'Europa a Oxford des de 1972.
Ha estat membre del Council for Archaeology (1976-1979), vicepresident de la "Society of Antiquaries" de Londres i posteriorment president (1991-1995). Ha estat governador del Museu de Londres (1995-1998), comissari de l'English Heritage (1986-1992), membre del Programa Discovery (Irlanda) (1991-1999). També ha format part del Patronat del Museu Britànic des de l'any 2000. És president de la Fundació Hampshire Museum des de 1999. Fiduciari executiu de Mary Rose Trust, des de 1999.

## Obres
- The Roman Occupation, Introduction, Cumberland and Westmorland, The Buildings of England. Nikolaus Pevsner, Harmondsworth: Penguin (1967)
- Roman Hampshire, Introduction, Hampshire and the Isle of Wight, The Buildings of England. Nikolaus Pevsner, Harmondsworth: Penguin (1967)
- The Roman Occupation, Introduction, Worcestershire, The Buildings of England. Nikolaus Pevsner, Harmondsworth: Penguin (1968)
- Roman Kent, Introduction, North East and East Kent, The Buildings of England. Nikolaus Pevsner, Harmondsworth: Penguin (1969)
- Fishbourne: A Roman Palace and Its Garden, 1971.
- The Regni. A Peoples of Roman Britain. Ed.Keith Brannigan, pub. Duckworth, 1973. ISBN 0-7156-0699-9
- Iron Age Communities in Britain, 1974. ISBN 0-7100-8725-X (4a edició gener 2005)
- Excavations in Bath 1950-1975, 1979.
- Danebury: Anatomy of an Iron Age Hillfort, 1983.
- Roman Bath Discovered, 1984.
- The Celtic World, 1987.
- Greeks, Romans and Barbarians, 1988.
- Wessex to AD 1000, 1993.
- The Ancient Celts, 1997. ISBN 0-14-025422-6
- Facing the Ocean: The Atlantic and Its Peoples, 8000 BC to AD 1500. Oxford: Oxford University Press, 2001.
- The Oxford Illustrated History of Prehistoric Europe (2001)
- The Extraordinary Voyage of Pytheas the Greek: The Man Who Discovered Britain. Walker & Co, 2001. ISBN 0-8027-1393-9 (2002 Penguin ed. with new post-script: ISBN 0-14-200254-2)
- The Celts: A Very Short Introduction. Oxford: Oxford University Press, 2003.
- England's Landscape. The West. English Heritage, 2006.
- Europe Between the Oceans: 9000 BC-AD 1000, 2008. ISBN 0-300-11923-2
- A Valley in La Rioja: The Najerilla Project, amb Gary Lock. Oxford: Oxford Univ. School of Archaeology, 2010.
- Druids: A Very Short Introduction. Oxford: Oxford University Press, 2010.
- Celtic from the West. Alternative perspectives from archaeology, genetics and literature. Oxbow Books, 2010.
- Britain Begins. Oxford: Oxford University Press, 2012.
- By Steppe, Desert, and Ocean: The Birth of Eurasia. Oxford: Oxford University Press, 2015.